# Hyoscyamus kotschyanus
Hyoscyamus kotschyanus är en potatisväxtart som beskrevs av Antonina Ivanovna Pojarkova. Hyoscyamus kotschyanus ingår i släktet bolmörter, och familjen potatisväxter. Inga underarter finns listade i Catalogue of Life.